# Empoascanara lata
Empoascanara lata är en insektsart som beskrevs av Irena Dworakowska och Pawar 1974. Empoascanara lata ingår i släktet Empoascanara och familjen dvärgstritar.
Artens utbredningsområde är Filippinerna. Inga underarter finns listade i Catalogue of Life.